# Sribit (Delanggu)
Sribit is een bestuurslaag in het regentschap Klaten van de provincie Midden-Java, Indonesië. Sribit telt 2236 inwoners (volkstelling 2010).